# Bichon bolonais
Le bichon bolonais est une race italienne très ancienne. La Fédération cynologique internationale reconnaît ces petits chiens blancs sous le nom de Bolognese, d'après la ville de Bologne.

## Description
- De longueur moyenne : de 20 à 26 cm[1],[2]
- Mâle et femelle peuvent atteindre le même poids: de 2.5 à 3.50 kg[1],[2]
- Son poil est long sur toute la partie de son corps, sa couleur est simple et sans taches: blanche ou un peu ivoire.
- Caractère : agile, attaché à son maître, il aime jouer.

Il existe en France peu d'élevages de bichons bolonais. Cette population canine est donc peu présente dans ce pays,  mais elle est plus importante en Italie par exemple.

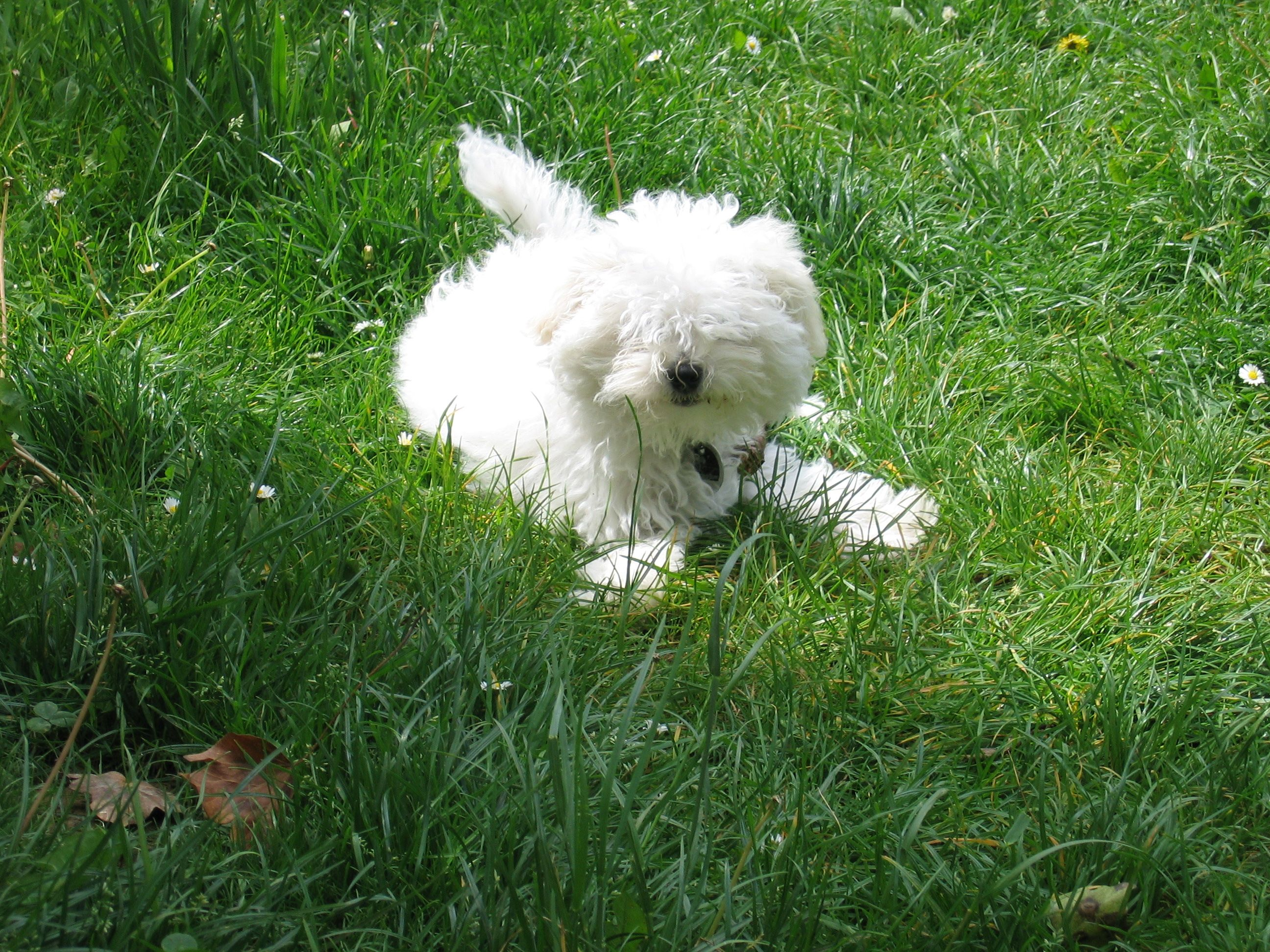

## Histoire
Connu comme le bichon maltais à l'époque romaine, ce chien était un cadeau très apprécié à cette époque.
Son origine est d'Italie.
Philippe II reçut en cadeau deux bichons bolonais, ce qui lui fit dire: « c'est le cadeau le plus royal qu'on puisse faire à un empereur. »
Le Bichon Bolonais a été reconnu officiellement au niveau international en 1956.